# Tordómar
Tordómar es una localidad y un municipio de la provincia de Burgos (Castilla y León, España). Cuenta con 351 habitantes (INE 2017).
Tordómar tiene como principal símbolo su puente romano sobre el río Arlanza, al igual que muchos otros como el Puente de San Pablo en Covarrubias, construido por el emperador Trajano a principios de nuestra era. El puente pertenecía a una calzada que unía Clunia con Cantabria, Segovia y Astorga.
Sus fiestas patronales son el 28 de agosto (San Agustín).

## Historia

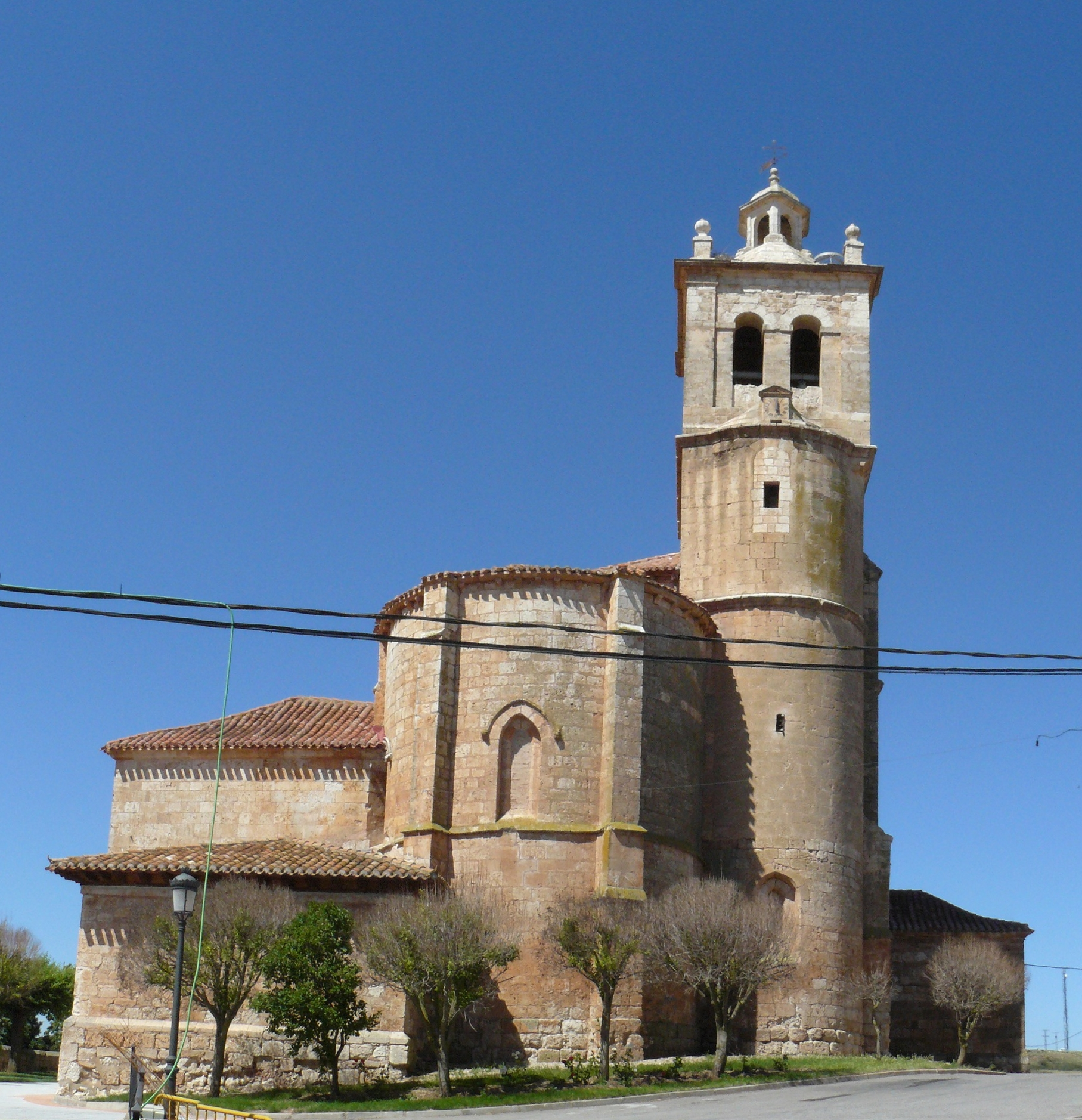
Iglesia de Tordómar.

La villa de Tordómar se encuentra en la orilla derecha del río Arlanza, enseñoreando la sombreada vega y las aguas del río que corre entre campos suaves y prados de cereal y viñedo.
El poblado se ennoblece con alguna casona y se apiña en torno a su iglesia, poseedora de interés artístico y con una capilla del linaje de los Carrillo.
Pudo haber aquí algún poblamiento anterior a Roma, ya que cuando los romanos ocuparon esta parte de la península y eligieron a Clunia como capital de su amplio conventus, se aplicaron en tejer una amplia red de vías de comunicación con sus obras correspondientes.
El magnífico puente construido sobre el Arlanza en Tordómar es lo que más llama la atención de la villa, ya que sobre él pasaba la vía que desde Clunia buscaba la Vía Aquitania, que alcanzaba los términos de Galicia. Esta obra de ingeniería cuenta con 23 ojos, aunque en los 2.000 años de su existencia, el agua y la arena han cegado alguno de sus vados. La primera referencia escrita que habla de Tordómar no se encuentra datada hasta el siglo X; en los albores de este siglo ya se habían instalado las vanguardias castellanas en las riberas del Arlanza, y de inmediato llegan a repoblar estas nuevas tierras cubiertas de bosque en su mayoría.
Los repobladores de la zona de Tordómar fueron los mozárabes que, desde Andalucía, venían hasta la meseta. El procedimiento de instalación solía ser siempre el mismo: Félix, Abilio, Zael, Izán, Mahamud, Cixilia...., aunque otros llegaban al frente de varias familias, elegían un sitio de acuerdo con el conde de la frontera, alzaban una torre de vigilancia y fundaban un nuevo poblado. Así nacieron localidades como Tordueles, Tordable, Zael, Villahizán, Mahamud, Villacisla y Tordómar (Torre de Agomar). Poco a poco se fueron borrando las peculiaridades sureñas y los mozárabes se integraron en la normalidad castellana.
Tordómar fue incluido en el alfoz de Escuderos y luego en la merindad de Santo Domingo de Silos, con rango de behetría. La laboriosidad y hospitalidad de las gentes de Tordómar atrajo hacia sí a los pobladores de otros lugares cercanos como Santa María de Añuequez, señorío de don Diego López de Haro; y Cornellanos.
Pero la joya del término municipal de Tordómar es Santa María y San Pedro de Valeránica, pago en el que se asentaba el monasterio mozárabe en el que profesó el monacato fray Florencio de Valeránica, el calígrafo y miniaturista más excelente de Castilla. Quedan de él cartas notariales, como la de la fundación del Infantado de Covarrubias, y códices tan monumentales y tan bellos como la Biblia, que se conserva en la Abadía de San Isidoro de León. De la prosperidad de la villa de Tordómar hay referencias en el Libro de las Behetrías de Castilla, en el que figura que el señor elegido era don Nuño de Lara, sus hijos, y algunos miembros de los linajes de Aza, Manrique y Guevara. Durante centurias los vecinos de la villa vivieron dedicados a sus campos de cereal, de majuelos y a sus rebaños. Alzaron la iglesia, usaron el puente romano y se olvidaron de la primitiva torre de Agomar.
En 1454 Diego Carrillo y María López de Toledo fundaron el mayorazgo y casa fuerte de Tordónar, a la que se agregaría posteriormente por matrimonio el señorío de Mazariegos, que también cuenta con propiedades en Covarrubias.
En el censo del año 1591 Tordómar formaba partido con Paúles y contaba con 88 vecinos (440 personas). Hasta el fin del antiguo régimen (siglo XIX) la villa se mantuvo en realengo dentro del partido de Aranda, aunque más tarde, en la redistribución del siglo XIX, pasó al de Lerma, en el que se encuentra en la actualidad.

## Monumentos y lugares de interés

### Puente

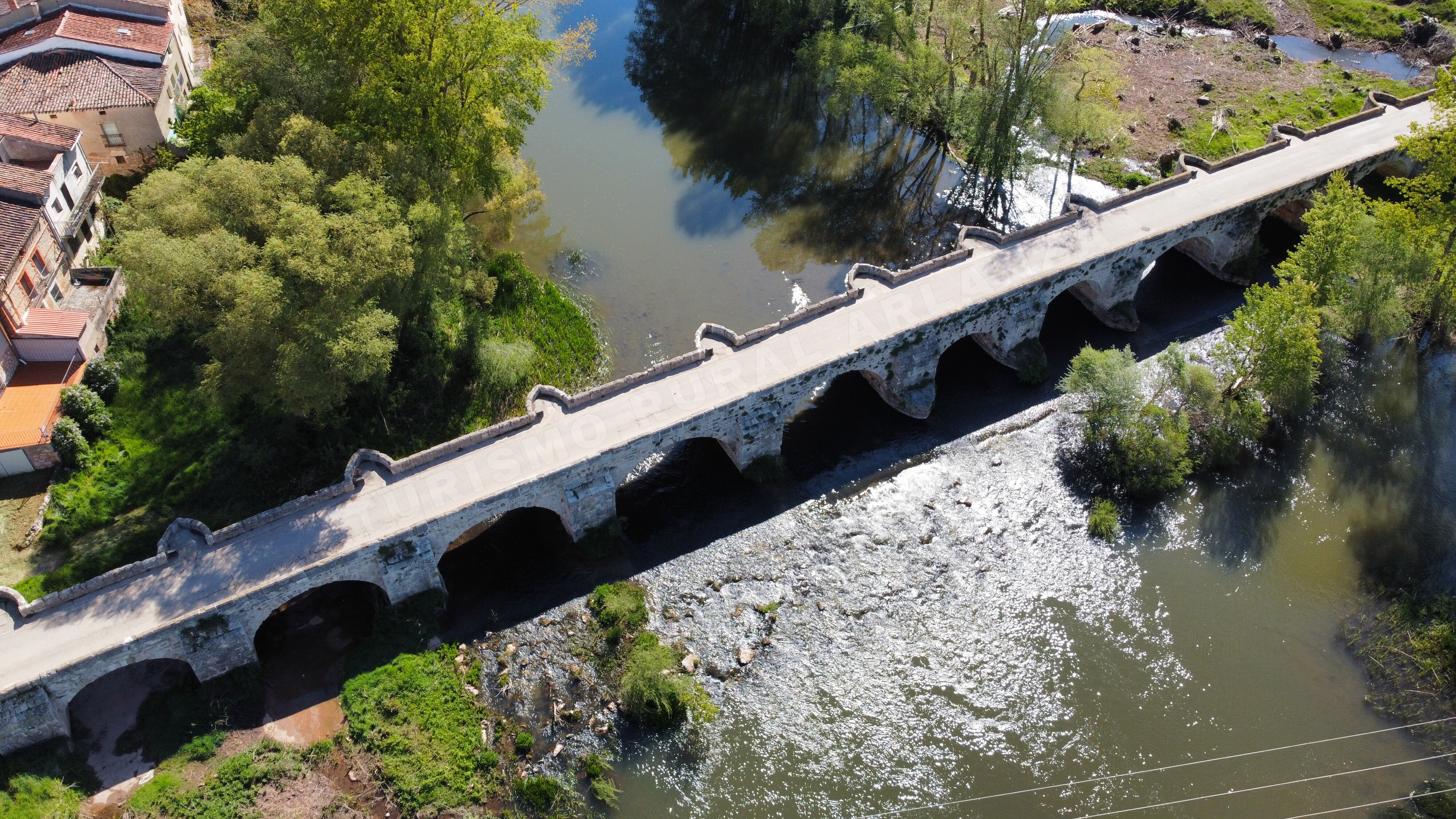
Puente Romano Tordómar.

Puente romano de 22 ojos sobre el río Arlanza.
El Arlanza es atravesado por este puente, una construcción de 22 arcos en cuyos arranques de las pilas y en los tajamares permite apreciar una fábrica más antigua que lo que los actuales contrafuertes, enrasados con el pretil, pudieran hacer suponer; algunos arcos son claramente romanos y no deja de causar cierta desolación ver el abandono en que se encuentra el muro de contención que remata la parte meridional del puente y al que los dos miliarios, uno enhiesto y otro convertido en doble manguarda, confieren un entorno arqueológico de primer interés. 
Tordómar fue nudo de comunicaciones en época romana, como lo demuestran los restos y yacimientos:
- Calzada de Clunia - Tordómar - Castrogeriz

- Vía de Clunia - Tordómar - Roa (Rauda)

- Vía Clunia - Tordómar - valle del Pisuerga - Cantabria.

La existencia de esta vía viene documentada por los dos miliarios que aún hacen de manguardas en la cabecera del puente.
Yacimientos con hallazgos romanos en Talamanca, Tordómar, Santa Cecilia, Lerma, Covarrubias, San Pedro de Arlanza y Hortigüela.
Despoblado de San Pedro de Arlanza, próximo al camino romano que desde Clunia se dirigía a Melgar o Itero del Castillo.
En Tordómar. A 1 km del puente romano, y en el pago que recibe el nombre de San Pedro, se recoge en superficie teja romana así como cerámica de la misma época. Probablemente sería un puesto de vigilancia del paso del río Arlanza a la vez que mansión, en la milla XXXIIII de la vía de Clunia a Cantabria.
En el año 1909 fueron descubiertos en el pueblo de Tordómar dos miliarios colocados en el extremo meridional del puente romano de 22 arcos sobre el Arlanza; uno encabeza la calzada que se dirige a Segovia, y otro al camino que se dirige a Lerma. El primero de ellos es una columna de piedra caliza de 2'5 m de altura situado en el extremo del puente, hacia su sector meridional, al lado del camino que conduce a Avellanosa de Muñó. En el remate del miliario se añadió una cruz con la efigie de Cristo a un lado y la de la Virgen a otro. La transcripción que dio Fita –con la que estamos conformes– de la columna fue como sigue.
1 IMP. CAESAR.NERVA.
2 TRAIANVS. AVG.GER.
3 PONTIF. MAXIMVS.
4 TRIB. POTEST.P.P.COS. II
5 REFECIT
Imp(erator) Caesar Nerva Traianus Aug(ustus) Ger(manicus) Pontif(ex) Maximus Trib(unitiae) Potest(atis) P(ater) P(atrie) Co(n)s(ul) II Refecit
El miliario fue levantado siendo emperador Trajano en los años 98 o 99.
El segundo miliario se halla al final del pretil del puente romano; se encuentra seccionado por la mitad hallándose la parte que presenta la inscripción en el sector de aguas arriba. La altura total de esta pieza es de 2'60 m, y su diámetro (como el primero, 0'68 m). La inscripción se encuentra invertida, en la parte inferior, y, aunque en época de Fita se hallaba en perfecto estado de conservación, actualmente se leen bien solo algunas letras, siendo el resto de difícil lectura. La lectura y transcripción de la columna es la siguiente: 
1 IMP. CAES.DIVI
2 TRAIANI. PARTHICI.F
3 DIVI. NERVAE.N.TRAIANVS
4 HADRIANVS. AVG.PON
5 MAX. TRIB.POT. COS.III
6 REFECIT
7 A.CLVNIA.M.P.XXXIIII
Imp(erator) Caes(ar) Divi Traiani Parthici F(ilius) Divi Nervae N(epos) Traianus Hadrianus Aug(ustus) Pon(tifex) Max(imus) Trib(unitiae) Pot(estatis) Co(n)sul III Refecit. A Clunia M(illia) P(asuum) XXXIIII
El miliario fue levantado durante la época de Adriano en los años 121.
Fuente: ABASOLO, J.A (1976) y FITA, F. (BRAH 54,1909)

### Vías romanas

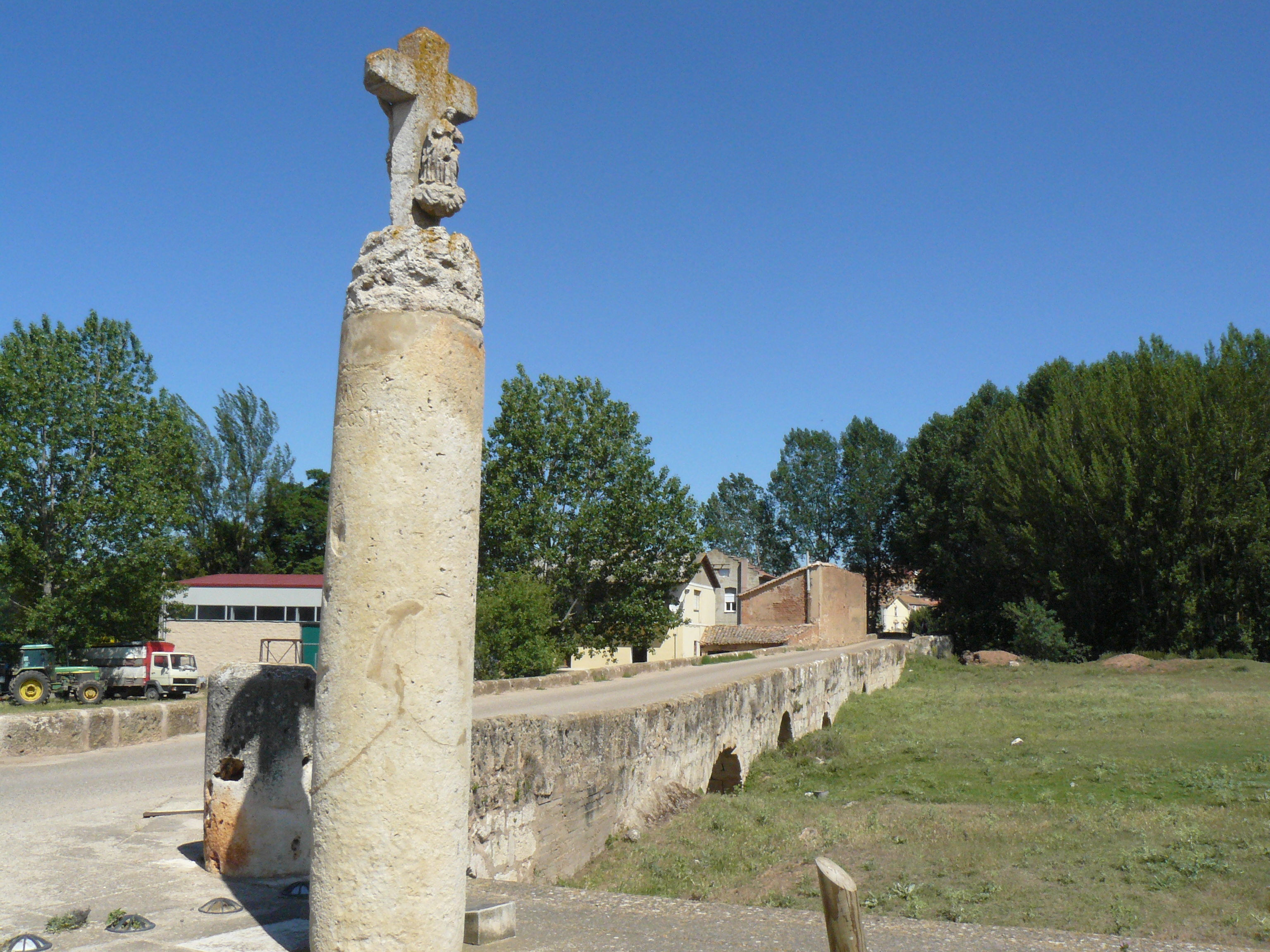
Via Romana.

Como el valle del río Arlanzón, representa un importante paso de comunicación entre el E. y el W. de lo que hoy constituye la provincia de Burgos. Así mismo, como el de su afluente, comprende en su curso bajo un valle despejado en donde el trazado del camino no constituye un serio inconveniente mientras que en su curso medio y alto se estrecha considerablemente, dificultando el desarrollo de caminos en esta zona.
Esta arteria de comunicación natural se separaba de la vía del Pisuerga en Quintana del Puente y tras dejar a su izquierda la vía del Arlanzón seguía por donde actualmente se asienta el pueblo de Palenzuela, Tordómar, Lerma. San Pedro de Arlanza y Barbadillo del Mercado. donde se unía (aquí o en Salas) con las vías de Clunia y Uxama en dirección a Lara de los Infantes y al N. La prolongación de este camino siguiendo el curso del Arlanza por Palacios y Quintanar nos parece muy problemática.
Los yacimientos. - Aparte de los ya vistos en la vía del Arlanzón como Quintana del Puente y Palenzuela, se han producido hallazgos romanos en Talamanca, Tordómar, Santa Cecilia, Lerma, Covarrubias, San Pedro de Arlanza y Hortigüela.
Talamanca es un despoblado, contiguo al viejo puente del mismo nombre, defendiendo un paso del río, en el término municipal de Villahoz. Tanto este despoblado como el de Escuderos (defendiendo el paso de Torremoronta) Tordómar (defendiendo el paso de Tordómar) y Lerma (salvaguardando el tránsito de otra vía por donde actualmente cruza la carretera Madrid-Irún) corresponden a viejos enclaves romanos, situados en los caminos más importantes sobre el río Arlanza y que en época medieval y moderna han jugado un importante papel en la historia de esta comarca: el puente de Torremoronta comunicaría el valle del río Franco con Santa María del Campo y señorío de Muñó, el puente de Talamanca aproximaría los valles del Arlanzón y Arlanza, el puente de Tordómar ganaría por una vía romana el valle del Pisuerga y, por último. el puente de Lerma señalaba una etapa en el antiguo camino a Burgos.
En Santa Cecilia y en la margen opuesta del Arlanza, donde se encuentra la ermita de San Juan hemos podido recoger cerámica romana y diversos ladrillos de la misma época así como constatar una inscripción funeraria empotrada en una de sus arruinadas paredes- Puede tratarse de una «villa» romana.

## Demografía
Tordómar cuenta con una población de 298 habitantes (INE 2024).
| Gráfica de evolución demográfica de Tordómar entre 1842 y 2021                                                        |
| |
| Población de derecho según los censos de población del INE. Población de hecho según los censos de población del INE. |

## Cultura

### Fiestas patronales
- 3 de mayo - Día de la Santa Cruz
- 28 de agosto - Fiestas Patronales en honor a San Agustín - Durante la última semana de agosto se pueden disfrutar en la villa estas fiestas con una procesión alrededor del pueblo, verbenas, competiciones deportivas, disfraces, comidas de hermandades y múltiples actividades.